# Илия (Катре)
Митрополит Илия Ка́тре (англ. Metropolitan Ilia Katre, греч. Μητροπολίτης Ηλίας Κάτρε; 14 июля 1937, Су-Сент-Мари, Мичиган — 7 октября 2022, Лас-Вегас, Невада) — епископ Константинопольской православной церкви, епископ Филомилийский (2002—2022), правящий архиерей Албанской православной епархии Америки в составе Американской архиепископии Константинопольского патрирхата.

## Биография
Родился 14 июля 1937 года в городе Су-Сент-Мари в штате Мичиган, США, в семье православных албанцев Сотира Ило Кетри (он же Сэм Катре) и Евгении, эмигрировавших в США. Вместе с Илиёй родился его брат близнец Коста. Два месяца спустя Евгения скончалась от послеродовых осложнений в возрасте 24 лет. Пять лет спустя Сэм женился на Панайоте (Луле) Деметропулос греко-американского происхождения, и вместе они воспитали своих сыновей в православной вере.
Прочные семейные узы объединили шесть албанских семей, живущих в одном жилом районе, где контакты и общение на албанском языке были повседневным явлением. Духовная жизнь была сосредоточена в греческой православной церкви Святого Георгия, прихожанами которой были верующие из разных этнических групп. Наставленные в вере монашествующим священником Евгением (Лукасом), Илия и Коста на протяжении всей своей юности много читали и обсуждали вопросы православного учения и практики. Во время Страстной недели в 1955 году братья-старшеклассники посетили церковь Святого Николая в Чикаго, расположенную на Рокуэлл-стрит, где они встретились с епископом Марком (Липой) и священником Иоанном Чаплейном. Именно во время этой встречи епископ Марк согласился организовать для Илии богословское обучение в рамках подготовки к священству в Греческой православной богословской школе Святого Креста в Бруклайне, штат Массачусетс.
Окончив среднюю школу с отличием, Илья в сентябре отправился в Бостон и поступил в семинарию Святого Креста на шестилетний курс обучения. Еженедельно он встречался с епископом Марком для уроков албанского языка, а каждое воскресенье помогал на Божественной литургии в Албанской православной церкви Святой Троицы в Южном Бостоне. Он стал ведущим еженедельной епархиальной радиопрограммы «Voice of Orthodoxy» и писал для ежемесячного епархиального издания «The True Light».
После окончания семинарии в июне 1961 года со степенью бакалавра богословия Илия 20 мая 1962 года женился на Хелен, дочери Николлы и Димитрулы Сотиры из Сент-Луиса, штат Миссури. У них было двое детей, Сотир Марк и Евгения.
17 июня 1962 года диакон Илья был рукоположен во Священство епископом Марком в церкви Святой Троицы в Южном Бостоне и назначен клириком этого прихода, в котором он служил до 31 августа 1983 года. Во время его служения в церкви Святой Троицы число членов было увеличено, была реализована программа религиозного образования и принят план финансовой стабильности. В то же время он служил секретарём епископа и епархии. Священник Илья развил несколько других аспектов своего священнического служения, в том числе был духовным наставником студентов колледжей и университетов, работал во Всеправославных комитетах в районе Бостона и представлял епископа Марка и епархию на различных межправославных и экуменических мероприятиях. Он занимал должность помощника директора издательства Holy Cross Orthodox Press, курировал работу книжного магазина и продажи изданий, а также был главным редактором The Greek Orthodox Theological Review. Кроме того, в 1972 году он получил степень бакалавра искусств в Греческом колледже, а в следующем году — степень магистра богословия в Школе теологии Святого Креста.
После смерти епископа Марка (Липы) в 1982 году служил генеральным викарием Албанской православной епархии Америки.
С 1988 года служил в храме Иоанна Крестителя в Лас-Вегасе. Здесь он трудился над возведением новых зданий для храма и приходского дома.
В 1991 году протоиерей Илия переехал в Албанию, где впервые после долгих лет гонений на церковь стало возможно открыто проповедовать. Организовал и открыл Воскресенскую семинарию. Также был устроителем настолования Анастасия (Яннулатоса) как архиепископа всей Албании в августе 1992 года.
Представлял Албанскую православную церковь в православно-католическом диалоге в 2000 году и православно-англиканском диалоге в 2002 году.
В 2001 году скончалась его жена Хелен, с которой они прожили в браке 39 лет, вырастив двух детей.
В 2002 году отец Илия сопровождал митрополита Сан-Францисского Антония во Вселенский Патриархат на службу освящения святого мира. Вселенский Патриарх Варфоломей предложил, чтобы овдовевший отец Илия был рукоположен во епископа Албанской православной епархии Америки Константинопольского патриархата. 7 мая 2002 года Священным Синодом Константинопольского Патриархата был единогласно избран титулярным епископом Филомелийским. 12 мая того же года в Стамбуле хиротонисан во епископа Филомилийского. Хиротонию совершили митрополит Сан-Францисский Антоний (Георгианнакис), митрополит Филадельфийский Мелитон (Карас) и митрополит Севастийский Димитрий (Комматас).
По просьбе архиепископа Албанского Анастасия, предстоятеля автокефальной Албанской православной церкви и с разрешения Патриарха Варфоломея, епископ Илия совершал служение в Албанской православной церкви. Часто он посещал Духовную академию Воскресения Христова в монастыре Святого Власия близ Дурреса, чтобы читать лекции и консультироваться по административным вопросам. Он представлял Албанскую православную церковь на двух официальных международных богословских диалогах: одном с Римско-Католической церковью, а другом — со всемирным англиканским сообществом. В качестве члена делегации, представляющей Церковь Албании, он участвовал в Межправославной конференции в июне 2009 года в Шамбези, Швейцария, на которой был утвержден заключительный документ о православной диаспоре.
10 декабря 2010 года назначен исполняющим обязанности игумена ставропигиального Монастыря святой Ирины Хрисоваланту взамен отрешённого за канонические нарушения митрополита Тианского Паисия (Лулургаса).
3 октября 2019 года по ходатайству архиепископа Американского Елпидофора (Ламбрианидиса) решением Священного синода Константинопольского патриархата возведён в достоинство митрополита.
Скончался 7 октября 2022 года в Лас-Вегасе. Прощание с почившим иерархом прошло 10 октября в Свято-Троицкой албанской церкви в Бостоне, где епископ Назианзский Афинагор (Зилиаскопулос) совершил заупокойные молитвы. Погребение было совершено на кладбище в Су-Сент-Мари.